# Fédération nationale catholique
Die Fédération nationale catholique („Nationaler katholischer Bund“, FNC) war eine katholische Laienbewegung in Frankreich. Nach einigen Vorgängerorganisationen in Lothringen zu Beginn der 1920er Jahre wurde sie 1925 durch General Noël de Castelnau gegründet und bestand bis zum Beginn des Vichy-Regimes 1940.

## Geschichte
Nach dem Rücktritt des linksbürgerlichen Regierungschefs Édouard Herriot im April 1925 gründete Castelnau, General im Ersten Weltkrieg, die FNC. Ziel der Organisation war der Aufbau einer Bewegung „im Interesse der katholischen Religion, der Familie, der Gesellschaft und des nationalen Kulturerbes“. Sie kämpfte gegen den Laizismus, der durch die Linkskoalition aus der Parti radical und der Französische Sektion der Arbeiter-Internationale gefördert wurde. Den Laizismus bezeichnete sie als „den Kapitalfehler, der in der Gesetzgebung und im öffentlichen Leben der Religion und dem göttlichen Recht jeglichen Platz verwehrt.“
Der Zeitpunkt der Gründung erwies sich zunächst als günstig zum Aufbau einer mächtigen, landesweit agierenden katholischen Bewegung. In knapp einem Jahr wuchs die Organisation auf über eine Million Mitglieder an, die vor allem aus dem Elsass und Lothringen, Westfrankreich und dem Zentralmassiv stammten. Die Bewegung erfuhr Unterstützung durch Papst Pius XI. Sie überwachte das parlamentarische Leben und veröffentlichte in der Presse das Abstimmungsverhalten von Abgeordneten vor allem in Bereichen wie Erziehung, Familie und Religionsfreiheit.
Castelnau vertrat einen vehementen Antikommunismus und bekämpfte gleichzeitig die Freimaurerei, den Rassismus und den Antisemitismus. Die FNC war gemäßigter als die päpstlich verurteilte Action française, jedoch weniger demokratisch als die an katholische Arbeiter gerichtete Bewegung Le Sillon von Marc Sangnier. Im Laufe der 1930er Jahre verlor die FNC zunehmend an Einfluss und konnte sich bis zum Frühsommer 1940 halten. Am 17. Juni 1940, einige Tage vor der Unterzeichnung des Waffenstillstandes mit Deutschland, schrieb Castelnau an seinen Sohn: „Ich bin völlig gebrochen. Gott straft uns hart für das schreckliche, durch die Französische Revolution verbreitete Übel. Frankreich hat seine Vergangenheit geleugnet und wollte sich nicht schlagen…“